# Felixstowe F.1
El Felixstowe F.1 fue un hidrocanoa británico experimental diseñado y desarrollado por el Teniente Comandante John Cyril Porte de la Marina Real en la estación aeronaval Felixstowe, basado en el Curtiss H-4 con un nuevo casco. Su diseño condujo a una variedad de hidrocanoas mayores que ayudó a promover a Inglaterra como líder en el campo de la aviación.

## Desarrollo
Antes de la guerra, Porte trabajó con el diseñador de aviones estadounidense Glenn Curtiss en un hidrocanoa transatlántico. Debido al comienzo de la Gran Guerra, volvió a Inglaterra, para comandar finalmente la estación aeronaval de Felixstowe, Suffolk. Porte decidió que los hidrocanoas Curtiss originales que había adquirido la Marina Real podrían ser mejorados y se realizaron una serie de modificaciones en los hidrocanoas en servicio. Las modificaciones tuvieron un resultado variado, así que Porte, usando la experiencia ganada, desarrolló, con su Oficial Técnico Jefe John Douglas Rennie, un nuevo casco de escalón simple conocido como Porte I.
El casco Porte I usaba las alas y la unidad de cola de un H-4 original (No. 3580), equipado con dos motores Hispano-Suiza 8; el nuevo hidrocanoa fue designado Felixstowe F.1. Durante las pruebas del F.1, fueron añadidos dos escalones más al casco y un perfil en V más profundo, que mejoró mucho las prestaciones en el despegue y en el aterrizaje. Porte continuó con el diseño de un casco similar, el Porte II, para el más grande hidrocanoa Curtiss H-12, que se convirtió en el Felixstowe F.2.

## Operadores
Reino Unido
- Real Servicio Aéreo Naval
  - RNAS Felixstowe
- Real Fuerza Aérea británica
  - Seaplane Experimental Station, Felixstowe: Escuela de vuelo.[1]

## Especificaciones
Referencia datos: 

### Características generales
- Tripulación: Cuatro.
- Longitud: 10,97 m
- Envergadura: 21,95 m
- Superficie alar: 78,22 m²
- Planta motriz: 2× motor lineal V-8 refrigerado por agua Hispano-Suiza 8.
  - Potencia: 111,85 kW (150 hp) cada uno.

### Rendimiento
- Velocidad nunca excedida (Vne): 125,5 km/h

### Desarrollos relacionados
- Curtiss H-4
- Felixstowe F.2

### Aeronaves similares
- White & Thompson No. 1 Seaplane